# Shannonomyia olssoni
Shannonomyia olssoni är en tvåvingeart som först beskrevs av Alexander 1919. Shannonomyia olssoni ingår i släktet Shannonomyia och familjen småharkrankar.
Artens utbredningsområde är Panama. Inga underarter finns listade i Catalogue of Life.